# De zorgzoekers
De zorgzoekers is een stripverhaal uit de reeks Suske en Wiske. Het is geschreven door Peter Van Gucht en getekend door Luc Morjaeu. Het verhaal kwam uit in albumvorm op 28 april 2017. Het album is uitgegeven voor het zorgbedrijf Solidariteit voor het Gezin.

## Personages
- Suske, Wiske, Schanulleke, Lambik, Jerom, tante Sidonia, professor Barabas, Sus Antigoon, Jef Blaaskop, Vetten, Mageren, zorgverleners, zorgzoekers, heks

## Locaties
- Amoras, het huis van tante Sidonia,

## Uitvindingen
- de gyronef

## Verhaal
Tante Sidonia droomt 's nachts dat ze in een boom verandert, maar wordt dan wakker door lawaai. Ze vindt Sus Antigoon dronken in de kelder. Hij vraagt de vrienden om hulp. De Vetten en de Mageren leven samen in een democratie. Ze zijn verdeeld over twee politieke partijen; Antigoon Vooruit en Blaaskop Boven. Sus Antigoon vraagt Suske de leider van de partij te worden, want veel leden stappen over naar Blaaskop Boven. De vrienden gaan met de gyronef naar Amoras. Jef Blaaskop vertelt dat hij Lambik als leider zou willen en Lambik is meteen geïnteresseerd. De vrienden gaan op onderzoek naar de reden dat veel mensen overstappen naar de partij van Blaaskop. Het blijkt al snel dat de zorg erg chaotisch verloopt. Er zijn veel partijen betrokken en de taken zijn onlogisch verdeeld. 
Suske voert een reorganisatie door en alles verloopt dan beter. De vertrokken leden keren weer terug en Jef Blaaskop roept dan de hulp in van Lambik. Lambik wordt echter door Jerom betrapt. Jef Blaaskop roept dan de hulp in van een heks. Hij krijgt een toverdrank. Hij geeft een spuitbus aan Lambik en daarmee moet Jerom 's nachts bespoten worden. Jerom verandert dan in een boom. Het middel blijkt erg besmettelijk en ook Lambik krijgt takken. Op tv maakt Jef Blaaskop reclame voor een antimiddel en er gaan weer veel mensen naar zijn partij om hulp te zoeken. Dit antimiddel blijkt echter niet te werken. 
De heks heeft wraak genomen, omdat ze geen hulp kreeg toen ze zelf bedlegerig was. Jef Blaaskop heeft alleen hoestbonbons in handen gekregen. De vrienden roepen dan de hulp in van professor Barabas en hij vertrekt in een isolatie-pak naar Amoras. Hij doet onderzoek en ontwikkeld een antimiddel. Iedereen verandert in een boom, zelfs Schanulleke verandert in een bonsai. De professor verandert zelf ook in een boom, maar kan net op tijd zijn antimiddel gebruiken. De zorgverleners gaan samenwerken als Solidamoras. Per ongeluk worden er met het antimiddel enkele oorspronkelijke bomen verandert in mensen en ze zijn heel verbaasd. Ook blijkt de heks niet resistent te zijn, ze is een boom geworden die naast haar woning staat.